# Ingolf
Ingolf – męskie imię germańskie, składające się z członów Ing- i -wolf. Według jednych badaczy pierwszy człon imienia, Ing-, pochodzi od germańskiego Ingwa, Ingu, co oznacza "członek plemienia Ingweonów", inne źródła podają, iż człon ten wywodzi się od imienia germańskiego boga, a kolejne wskazują, iż ów germański bóg był pierwotnie bogiem plemienia Ingweonów. Człon drugi imienia oznacza "wilk".  
Ingolf imieniny obchodzi 10 czerwca.
Znane osoby noszące imię Ingolf:
- Ingolf Arnarson — norweski wiking, uznawany za pierwszego stałego nordyckiego osadnika na Islandii
- Ingolf Mork — były norweski skoczek narciarski